# Орао (календар)

Орао: велики илустровани календар је био часопис који је излазио једном годишње од 1875. до 1904. године у Новом Саду.

## Историјат
Календар је покренуо Стеван В. Поповић („чика Стева”), културни радник и дугогодишњи управник Текелијанума. Циљ ове публикације био је просвећивање народа - указати на значај очувања националног идентитета, образовања, културе, правилног васпитања деце, руковања новцем, одржавања личне хигијене и хигијене простора, унапређења приноса... Одликовао се разноврсним садржајем и бројним илустрацијама. Био је изузетно популаран међу читаоцима, и сматран је узором других календара тог времена.
У Орлу су објављивани радови из области педагогије, просвете, здравства, етнологије, историје, географије, права, економије,привреде, пољопривреде... Редовне рубрике доносиле су биографије знаменитих личности из садашњости и прошлости, као и добротвора који су допринели српској култури и просвети. 
Значајни сарадници из природних наука били су Мита Петровић, Јован Живановић, Јован Борјановић, Ђорђе Радић и Стеван Симоновић, из гимнастике Иван В. Поповић, из области права Павле Јанковић и Богдан Давидовић.
Књижевност других народа била је заступљена у виду превода познатих страних песника. У хумористичко-сатиричном делу објављиване су приповетке Стевана В. Поповића, Ђуре Јакшића, Стјепана Митрова Љубише, као и хумореске Панте Поповића, Илије Огњановића Абуказема и др.
Оно што је Орла чинило посебно атрактивним за читаоце јесте обиље илустрација: слике владара, политичара, професора, књижевника, уметника, добротвора, догађаја, места широм српског света...